# アズマオオズアリ
アズマオオズアリ (Pheidole fervida) は、フタフシアリ亜科オオズアリ属の一種である。

## 形態
兵アリの体長は3.5 mm、働きアリの体長は2.5 mmほどで、体色は黄褐色から赤褐色である。兵アリ、働きアリの中胸背板は通常前胸とは分離して隆起する。

## 分布
アズマオオズアリは北海道、本州、四国、九州、屋久島や朝鮮半島で分布が確認されている。

## 生態
倒木や石の下に営巣する。